# Stefano Museeuw
Stefano Museeuw (Gistel, 1 juni 1997) is een Belgisch wegwielrenner en voormalig veldrijder.

## Carrière
In februari 2020 tekende hij een contract met Beat Cycling. Twee jaar later ging hij aan de slag bij Mirerva Cycling en vervolgens Go Sport-Roubaix Lille Métropole. In oktober 2023 tekende hij bij Philippe Wagner/Bazin.

## Privéleven
Hij is de zoon van Johan Museeuw en kleinzoon van Eddy Museeuw.

## Ploegen
- 2020 –  BEAT Cycling Club
- 2021 –  BEAT Cycling
- 2022 –  Minerva Cycling Team
- 2023 –  Go Sport-Roubaix Lille Métropole
- 2024 –  Philippe Wagner/Bazin
- 2025 –  Tarteletto-Isorex